# Trifole - Le radici dimenticate
Trifole - Le radici dimenticate è un film del 2024 diretto da Gabriele Fabbro.

## Produzione
Il film è prodotto da TrifoleMovie in associazione con Cinefonie ed è distribuito in Italia da Officine UBU con uscita in sala il 17 ottobre 2024. Il cast include Ydalie Turk (anche co-sceneggiatrice del film), Umberto Orsini, Margherita Buy, Enzo Iacchetti e il cane da tartufo Birba.
L'opera è stata realizzata con il contributo del PR FESR Piemonte 2021-2027 - bando "Piemonte Film TV Fund" e con il sostegno della Film Commission Torino Piemonte.